# Buderscheid
Buderscheid är en ort i Luxemburg.   Den ligger i distriktet Diekirch, i den nordvästra delen av landet, 40 kilometer norr om huvudstaden Luxemburg. Buderscheid ligger 334 meter över havet och antalet invånare är 126.
Terrängen runt Buderscheid är kuperad österut, men västerut är den platt. Buderscheid ligger nere i en dal.  Närmaste större samhälle är Wiltz, 4,0 kilometer norr om Buderscheid. 
I omgivningarna runt Buderscheid växer i huvudsak blandskog. Runt Buderscheid är det ganska glesbefolkat, med 38 invånare per kvadratkilometer.